# رامون توريس مارتينيز
رامون توريس مارتينيز (بالإسبانية: Ramón Torres Martínez)‏ هو رسام ومهندس معماري مكسيكي، ولد في 22 نوفمبر 1924 في باتشوكا في المكسيك، وتوفي في 4 سبتمبر 2008.